# Henry Stokes
Henry Berrisford Stokes Brown (Morales; 23 de enero de 1943-Ciudad de Guatemala; 18 de marzo de 2020) fue un futbolista y médico guatemalteco. Fue hermano del también futbolista David Stokes.

## Trayectoria
Era defensa y surgió del equipo de la Universidad de San Carlos en 1962, donde estuvo hasta 1968 y a su vez estudiaba medicina.
Posteriormente fichó con el Comunicaciones, donde consiguió 4 títulos y se retiró en 1971 para seguir con su carrera de doctor, logrando ser un gran neurólogo y cirujano.

## Selección nacional
A pesar de no haber jugado un partido, fue parte del plantel de la selección de Guatemala ganadora del Campeonato de Naciones de la Concacaf de 1967. Si jugó la ronda preliminar, siendo en la victoria contra Nicaragua por 3-1.

### Participaciones en Campeonatos Concacaf
| Copa                                          | Sede     | Resultado | Part. | Goles |
| --------------------------------------------- | -------- | --------- | ----- | ----- |
| Campeonato de Naciones de la Concacaf de 1967 | Honduras | Campeón   | 0     | 0     |

## Palmarés

### Títulos nacionales
| Título        | Equipo         | País      | Año     |
| ------------- | -------------- | --------- | ------- |
| Liga Nacional | Comunicaciones | Guatemala | 1968-69 |
| Copa Nacional | Comunicaciones | Guatemala | 1970    |
| Liga Nacional | Comunicaciones | Guatemala | 1970-71 |

### Títulos internacionales
| Título                                | Equipo (*)     | País      | Año  |
| ------------------------------------- | -------------- | --------- | ---- |
| Campeonato de Naciones de la Concacaf | Guatemala      | Honduras  | 1967 |
| Copa Fraternidad Centroamericana      | Comunicaciones | Guatemala | 1971 |

(*) Incluyendo la selección.